# Philipp Wilhelm von Nesselrode und Reichenstein

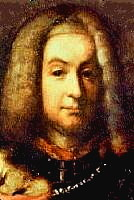
Philipp Wilhelm Reichsgraf von Nesselrode-Reichenstein

Philipp Wilhelm Reichsfreiherr von Nesselrode, ab 1702 Reichsgraf von Nesselrode-Reichenstein  (* 1678 in Herten; † 16. Januar 1754 in Valletta) war von 1728 bis 1754 Großprior des deutschen Malteserordens.

## Leben

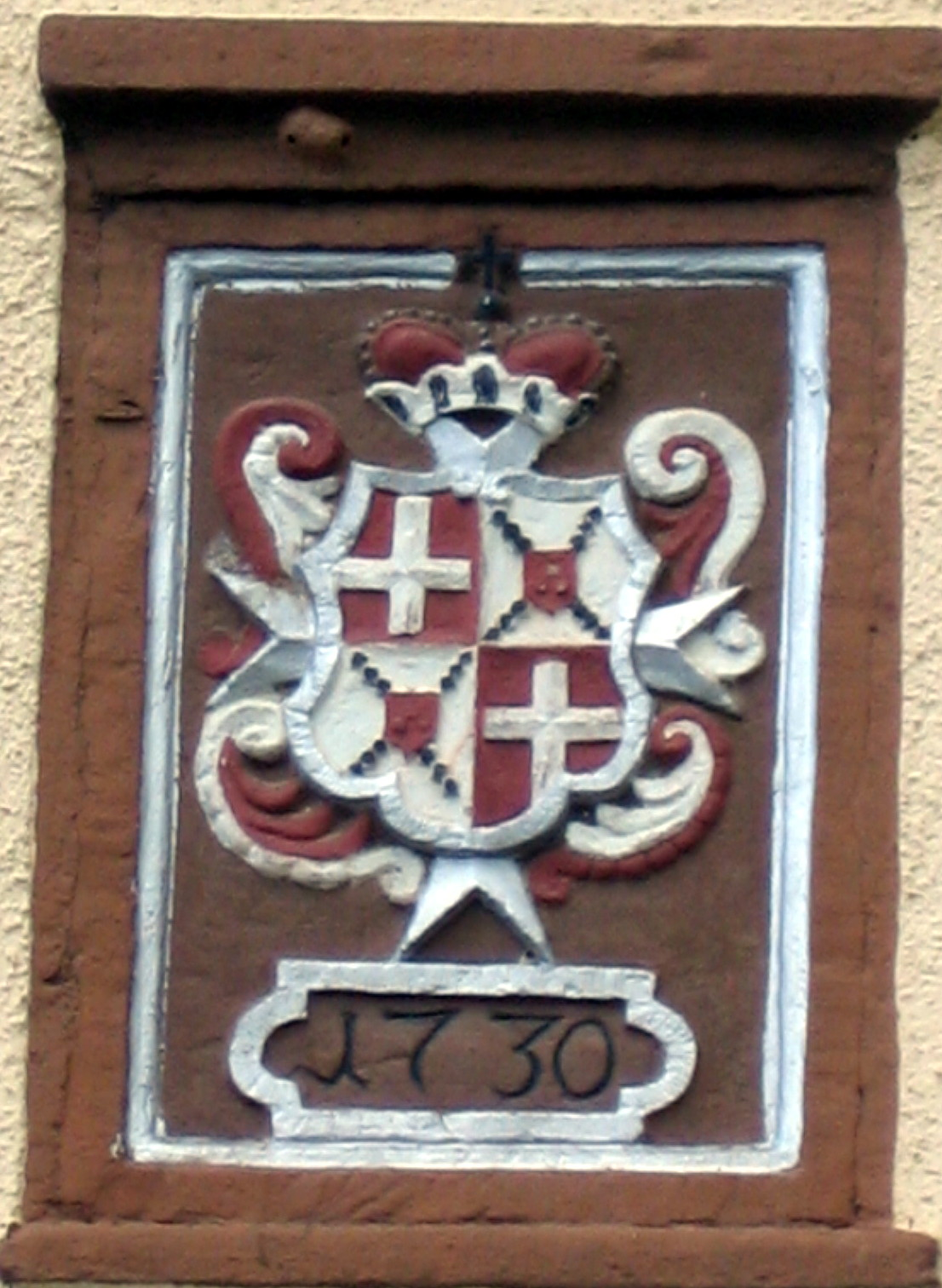
Wappen des Großpriors von Nesselrode am Kanzlerhaus in Heitersheim

Philipp Wilhelm entstammte dem bergischen Adelsgeschlecht der Nesselrode. Er war der Sohn von Franz von Nesselrode-Reichenstein und der Anna Maria Freiin von Wylich. Bereits als Kind (1683) wurde er in den Malteserorden aufgenommen, obwohl ein Eintritt nach den Regeln erst ab acht Jahren möglich war. Seine Aufnahme fällt in die kurze Amtszeit des deutschen Großpriors Gottfried Droste zu Vischering (Großprior), der mit den Nesselrode verwandt war. Da im Orden die Anciennität bei der Vergabe von Ämtern eine große Rolle spielte, hatte Philipp Wilhelm damit einen Startvorteil. So wurde er schon 1705 Komtur der Kommende Hall-Affaltrach in Schwäbisch Hall. In den folgenden Jahren war er zeitweise auch Komtur der Kommenden in Frankfurt am Main, Herford und Lage, sowie in Schleusingen und Weissensee. In diesen Kommenden hielt er sich jedoch nur wenig auf, sondern kämpfte mit der Flotte der Malteser gegen die Türken. 1721 wurde er zum Groß-Balli befördert und übernahm die Aufsicht über die Befestigungswerke auf Malta. Am 10. Januar 1728 wurde er dann zum Großprior der deutschen Malteser gewählt, womit er auch Reichsfürst wurde.

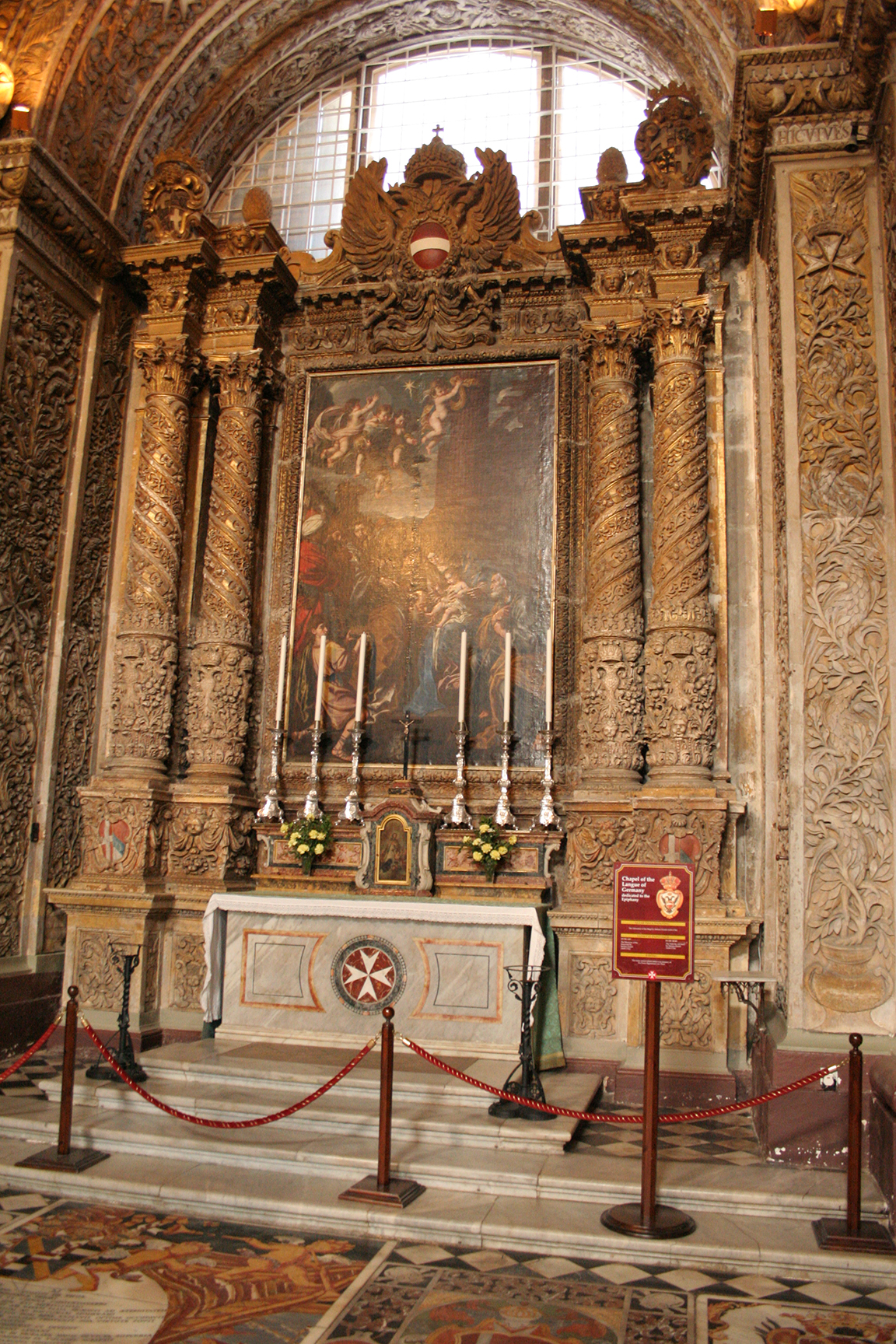
Kapelle der Deutschen Zunge in der St. Johanns Kathedrale in Valetta

Auf Malta hatte er über die Jahre viele Ämter wahrgenommen, so 1722 auch das eines General-Kapitäns der Galeeren der Flotte des Malteserordens. In Deutschland wurde er 1733 zum kaiserlichen geheimen Rat ernannt.
In Heitersheim veranlasste er eine rege Bautätigkeit. Das Kanzleigebäude, die Zehntscheuer und das Wohnhaus für den Kanzler des Ordens sind mit seinem Wappen geschmückt. In Valetta stiftete Nesselrode einen Altar in der Kirche Unsere Jungfrau vom Siege. Außerdem wird ihm die Einführung einer Straßenbeleuchtung in Valetta zugeschrieben, die mittels Heiligenstatuen erfolgte.
Nesselrode wurde in der Kapelle der Deutschen Zunge in der St. Johanns Kathedrale in Valetta bestattet.